# كولونيا ديغنيداد
كولونيا ديغنيداد (بالإسبانية: Colonia Dignidad)‏ وتعني مُستعمرة الكرامة، كانت مُستعمرة معزولة سابقة في تشيلي أسسها مُهاجرون ألمان بعد الحرب العالمية الثانية تحت قيادة الهارب الألماني بول شيفر. كانت المُستعمرة تَضُم ألمانا وتشيليين، واشتهرت بكونها مركز اعتقال وتعذيب وقتل للمُنشقين خلال حقبة الحُكم العسكري للجنرال أوغستو بينوشيه في سبعينيات القرن الماضي.
كانت الزراعة النشاط الاقتصادي القانوني الرئيسي داخل المستعمرة. كانت المستعمرة تضُم أيضًا مدرسة ومستشفى ومهبطين للطائرات ومطعما ومحطة طاقة في فترات مختلفة.

## روابط خارجية
- الموقع الرسمي لمنطقة فيلا بافيرا الحالية.
- الموقع الرسمي لفيلم كولونيا.